# Órejov (Adiguesia)
Órejov (del ruso: Орехов) es un jútor del raión de Shovgenovski en la república de Adiguesia de Rusia. Está situado a orillas del río Giagá, 24 km al oeste de Jakurinojabl y 43 km al noroeste de Maikop, la capital de la república. Tenía 152 habitantes en 2010.
Pertenece al municipio Dukmasovskoye.